# Barriers Burned Away
Barriers Burned Away is een Amerikaanse dramafilm uit 1925 onder regie van W.S. Van Dyke. Het scenario is gebaseerd op de gelijknamige roman uit 1872 van de Amerikaanse auteur Edward Payson Roe.

## Verhaal
In 1871 heeft de detective Wayne Morgan een baantje als portier in een louche café in Chicago. Op die manier hoopt hij informatie te verzamelen over een gestolen schilderij. Hij wordt al spoedig verliefd op Christine Randolph, de dochter van de kastelein. Door zijn werk als infiltrant brengt hij zijn eigen leven en dat van Christine in gevaar. Uiteindelijk weten ze te ontkomen aan de bandieten en aan de grote brand van Chicago.

## Rolverdeling
| Acteur             | Personage          |
| ------------------ | ------------------ |
| Mabel Ballin       | Christine Randolph |
| Eric Mayne         | Mark Randolph      |
| Frank Mayo         | Wayne Morgan       |
| Wanda Hawley       | Molly Winthrop     |
| Wally Van          | Gale Winthrop      |
| Arline Pretty      | Mildred McCormick  |
| Lawson Butt        | Graaf van Tarnsey  |
| Tom Santschi       | Bill Cronk         |
| Harry T. Morey     | Howard Mellon      |
| Jim Mason          | Slim Edwards       |
| J.P. Lockney       | Patrick Leary      |
| Mrs. Charles Craig | Mevrouw Leary      |
| William V. Mong    | Sullivan           |
| Pat Harmon         | Kwelduivel         |
| Frankie Mann       | Kitty              |